# Погорельский сельсовет (Новосибирская область)
Погорельский сельсовет — сельское поселение в Чановском районе Новосибирской области Российской Федерации.
Административный центр — деревня Погорелка.

## История
Статус и границы сельского поселения установлены Законом Новосибирской области от 2 июня 2004 года № 200-ОЗ «О статусе и границах муниципальных образований Новосибирской области»

## Население
| 2002 | 2010 | 2012 | 2013 | 2014 | 2015 | 2016 |
| ---- | ---- | ---- | ---- | ---- | ---- | ---- |
| 904  | ↘620 | ↘589 | ↗593 | ↘552 | ↘542 | ↘527 |
| 2017 | 2018 | 2019 | 2020 | 2021 |      |      |
| ↗542 | ↗546 | ↘524 | ↘499 | ↘480 |      |      |

## Состав сельского поселения
| № | Населённый пункт | Тип населённого пункта          | Население |
| - | ---------------- | ------------------------------- | --------- |
| 1 | Межгривный       | посёлок                         | ↘187      |
| 2 | Погорелка        | деревня, административный центр | ↘262      |
| 3 | Сергино          | деревня                         | ↘133      |
| 4 | Чурым            | посёлок                         | ↘38       |